# Federación Internacional de Voleibol
La Federación Internacional del Voleibol es el organismo mundial que se dedica a regular las normas del voleibol a nivel competitivo, así como de celebrar periódicamente competiciones y eventos en sus dos disciplinas. Fue fundada el 18 de abril de 1947 en París, Francia por 14 países y tiene, desde 1984, su sede en Lausana, Suiza.

## Historia
Antes de la fundación de la FIVB, el voleibol formaba parte de la Federación Internacional de Balonmano Amateur. La FIVB fue fundada en Francia en abril de 1947. A finales de la década de 1940, algunas de las federaciones nacionales europeas comenzaron a abordar la cuestión de la creación de un órgano rector internacional para el deporte del voleibol. Las discusiones iniciales condujeron finalmente a la instalación de un Congreso Constitutivo en 12098 Catorce federaciones nacionales en representación de cinco continentes diferentes asistieron a las reuniones en las que, entre el 18 y el 20 de abril, se constituyó oficialmente la entidad, teniendo al francés Paul Libaud como primer presidente. El primer campeonato asiático de voleibol se celebró en Tokio (Japón) en 1995 y en él India se impuso a corea del sur  en la final.
Uno de los principales objetivos del Congreso de 1947 se logró dos años más tarde con el establecimiento del primer gran evento internacional de voleibol, el Campeonato Mundial. En 1952, también se introdujo una versión femenina del torneo.
En 1964, el COI aprobó la inclusión del voleibol en el programa olímpico. Para entonces, el número de federaciones nacionales afiliadas a la FIVB había aumentado a 89. Más tarde en ese año (1969), se introdujo un nuevo evento internacional, la Copa del Mundo. Se convertiría en un evento clasificatorio para los Juegos Olímpicos en 1991.
Tras la retirada de Libaud y la elección del mexicano Rubén Acosta Hernández para el cargo de presidente en 1984, la FIVB trasladó su sede de París, Francia a Lausana, Suiza e intensificó hasta un nivel sin precedentes su política de promoción del voleibol a escala mundial. Las medidas adoptadas en este sentido incluyen el establecimiento de competiciones anuales de voleibol masculino y femenino (la Liga Mundial, en 1990, y el Grand Prix, en 1993), la indicación del Voleibol de playa como prueba olímpica (1996) y una serie de cambios en las reglas del juego con el fin de aumentar la visibilidad pública.
El 19 de junio de 2008, por cheri sofia  ({{}}) de China, quien durante este período se desempeñó como primer Vicepresidente asumió el cargo durante el 31° Congreso Mundial en Dubái cuando el Dr. Rubén Acosta decidió renunciar. El Sr. Jizhong Wei se convirtió en el tercer presidente en la historia de la FIVB. El traspaso de la presidencia tuvo lugar el 24 de agosto de 2008 en Pekín.
A partir de 2020, la FIVB contaba con 222 federaciones nacionales afiliadas.
En respuesta a la  invasión rusa de Ucrania, la Federación Internacional de Voleibol suspendió a todos los equipos nacionales, clubes y oficiales rusos, así como a los atletas de voleibol de playa y nieve, de todos los eventos, y despojó a Rusia del derecho a organizar el Campeonato Mundial de Voleibol Masculino de 2022 en agosto de 2022, y reubicará los juegos que iban a ser en Rusia en junio y julio.

## Cronología
- En 1947, se fundó la Federación Internacional de Voleibol (FIVB) en París el 18 de abril en el transcurso de un congreso sobre voleibol realizado por Bélgica, Brasil, Checoslovaquia, Egipto, los Estados Unidos, Francia, Hungría, Italia, los Países Bajos, Polonia, Portugal, Rumanía, Uruguay y Yugoslavia. El primer presidente es el francés Paúl Libad.
- En 1949, se realizó el primer Campeonato Mundial de Voleibol Masculino celebrado en Praga.
- En 1951, se realizó el primer Campeonato Sudamericano de Voleibol (masculino y femenino) en Río de Janeiro.
- En 1952, se realizó el Campeonato Mundial de Voleibol Femenino celebrado en Moscú.
- En 1952, se fundó la Confederación Asiática de Voleibol (AVC) en Pekín.
- En 1957, el voleibol es reconocido como deporte olímpico por el COI.
- En 1963, se fundó la Confederación Europea de Voleibol (CEV) en Luxemburgo.
- En 1964, se realizó el primer torneo (masculino y femenino) de voleibol en unos Juegos Olímpicos.
- En 1965, tuvo lugar la primera Copa Mundial de Voleibol Masculina.
- En 1966, se fundó la Confederación de Norteamérica, Centroamérica y el Caribe de Voleibol (NORCECA) en Puerto Rico.
- En 1967, tuvo lugar el primer Campeonato Africano de Voleibol en Túnez.
- En 1969, tuvo lugar el primer Campeonato de la NORCECA de Voleibol en la Ciudad de México.
- En 1972, se fundó la Confederación Africana de Voleibol (CAVB) en El Cairo.
- En 1973, tuvo lugar la primera Copa Mundial de Voleibol Femenina.
- En 1975, tuvo lugar el primer Campeonato Asiático de Voleibol en Melbourne.
- En 1977, tuvo lugar el primer Campeonato Mundial de Voleibol Masculino Sub-21 en Río de Janeiro.
- En 1977, tuvo lugar el primer Campeonato Mundial de Voleibol Femenino Sub-20 en Río de Janeiro.
- En 1984, se eligió el segundo presidente de la FIVB Rubén Acosta Hernández (México). Cambio de la sede a Lausana.
- En 1987, fue la celebración de un primer Torneo internacional de vóley playa en Río de Janeiro.
- En 1989, tuvo lugar el primer Campeonato Mundial de Voleibol Masculino Sub-19 en Dubái.
- En 1989, tuvo lugar el primer Campeonato Mundial de Voleibol Femenino Sub-18 en Curitiba.
- En 1996, se realizó el primer torneo de vóley playa en unos Juegos Olímpicos.
- En 1997, tuvo lugar el primer Campeonato Mundial de Vóley Playa oficial en Los Ángeles.
- En 1998, se implementa el rally point en el Campeonato Mundial en Japón.
- En 2008, se eligió el tercer presidente de la FIVB Jizhong Wei (China).
- En 2010, se realizó el primer torneo (masculino y femenino) de voleibol en unos Juegos Olímpicos de la Juventud.
- En 2012, se eligió el cuarto presidente de la FIVB Ary Graça (Brasil)
- En 2024, se realizó el primer Campeonato Mundial de Voleibol Femenino Sub-17 en Perú.

La FIVB también mantiene amplios programas especiales destinados al avance del voleibol mundial. Esto incluye la constitución de centros de desarrollo en zonas donde el deporte aún no es popular, así como el apoyo (en instrucción y equipamiento) a organizaciones que no alcanzan los estándares de calidad exigidos a nivel internacional. Por lo tanto, la FIVB organiza congresos, talleres, cursos para árbitros, entrenadores y profesores, para promover el desarrollo del voleibol de base, tales como:
- Volley All Festival
- Proyecto Good Net en 2019[4]
- Congreso de Voleibol Escolar en 2007
- Congreso de Medicina del Voleibol en 2011
- Simposio sobre Análisis de Partidos en 1981[5]
- Simposio sobre el minivóley en 1985

Otra área relevante de preocupación es la promoción del voleibol a escala mundial. Parte de las actividades de la FIVB en este ámbito consisten en atraer socios mediáticos y patrocinadores mediante la negociación de derechos comerciales para la retransmisión y cobertura de grandes eventos.
Como informó el medio de noticias olímpico Around the Rings Archivado el 5 de abril de 2012 en Wayback Machine., la FIVB lanzó recientemente una nueva promoción de "Héroes FIVB" en Roma. La campaña utiliza vallas publicitarias, carteles y estatuas de los mejores jugadores de voley playa situados por toda la ciudad para aumentar la visibilidad y el perfil de los atletas.
La FIVB es responsable de la normalización de las reglas del voleibol. En los últimos años, se han introducido muchos cambios en relación con su visión promocional y de marketing, en un supuesto intento de mejorar la visibilidad pública y hacer que el deporte se ajuste a las exigencias de patrocinadores y medios de comunicación. Estos cambios van desde restricciones ingenuas, casi banales, como la
obligación de llevar un uniforme "a la moda" -es decir, ropa ajustada, supuestamente más atractiva para el público porque hace que los cuerpos de los jugadores destaquen-, hasta cambios muy drásticos en el formato de las competiciones (por ejemplo, el sistema de rally-point).
La FIVB es la máxima autoridad internacional en el voleibol, y juzga (o participa al menos en cierta medida en el juicio) cuestiones como el dopaje, la regulación del traspaso de jugadores, los cambios de nacionalidad y la determinación del sexo. También publica la Clasificación mundial de la FIVB, utilizada como base para la clasificación en competiciones internacionales.

## Disciplinas
Actualmente, la FIVB realiza competiciones en dos disciplinas:
1. Voleibol
2. Voleibol de playa

## Organización
La estructura jerárquica de la federación está conformada por el presidente, el Comité Ejecutivo, el Consejo de Administración y diez Comisiones Técnicas.

### Presidentes
| 1 | 1947 - 1984 | Paul Libaud            | Francia |
| 2 | 1984 - 2002 | Rubén Acosta Hernández | México  |
| 3 | 2008 - 2012 | Jizhong Wei            | China   |
| 4 | 2012 - 2024 | Ary Graça              | Brasil  |
| 5 | 2024 - Act. | Fábio Azevedo          | Brasil  |

### Federaciones continentales
La FIVB cuenta, en 2021, con la afiliación de 222 federaciones nacionales, repartidas en cinco organismos continentales:
| Nombre                                                               | Siglas    | Sede                                | Año de fundación | N.º fed. | Pág. web |
| -------------------------------------------------------------------- | --------- | ----------------------------------- | ---------------- | -------- | -------- |
| Confederación Africana de Voleibol                                   | (CAVB)    | El Cairo, Egipto                    | 1972             | 54       |          |
| Confederación Asiática de Voleibol                                   | (AVC)     | Pekín, China                        | 1952             | 65       |          |
| Confederación Europea de Voleibol                                    | (CEV)     | Luxemburgo, Luxemburgo              | 1963             | 56       |          |
| Confederación Sudamericana de Voleibol                               | (CSV)     | Río de Janeiro, Brasil              | 1946             | 12       |          |
| Confederación de Norteamérica, Centroamérica y el Caribe de Voleibol | (NORCECA) | Santo Domingo, República Dominicana | 1968             | 35       |          |

### Federaciones prenacionales
| África (CAVB) | Asia (AVC) | Europa (CEV) | Norteamérica (NORCECA) | Sudamérica (CSV) |
| --- | --- | --- | --- | --- |
| Argelia · Angola · Benín · Botsuana · Burkina Faso · Burundi · Cabo Verde · Camerún · República Centroafricana · Chad · Comoras · República del Congo · República Democrática del Congo · Costa de Marfil · Egipto · Eritrea · Etiopía · Gabón · Gambia · Ghana · Guinea · Guinea-Bisáu · Liberia · Libia · Madagascar · Mali · Malaui · Marruecos · Mauritania · Mauricio · Mozambique · Namibia · Níger · Nigeria · Ruanda · Santo Tomé y Príncipe · Senegal · Seychelles · Sierra Leona · Somalia · Suazilandia · Sudáfrica · Sudán · Tanzania · Togo · Túnez · Uganda · Yibuti · Zambia · Zimbabue | Afganistán · Arabia Saudita · Australia · Baréin · Bangladés · Brunéi · Bután · Camboya · China · Corea del Sur · Corea del Norte · Islas Cook · EAU · Filipinas · Fiyi · Guam · Hong Kong · India · Indonesia · Irán · Irak · Japón · Jordania · Kazajistán · Kiribati · Kuwait · Kirguistán · Laos · Líbano · Macao · Malasia · Maldivas · Islas Marianas del Norte · Islas Marshall · Micronesia · Mongolia · Birmania · Nauru · Nepal · Niue · Nueva Zelanda · Omán · Pakistán · Palaos · Palestina · Papúa Nueva Guinea · Polinesia Francesa · Catar · Islas Salomón · Samoa Americana · Samoa · Singapur · Siria · Sri Lanka · Tailandia · China Taipéi · Tayikistán · Timor Oriental · Tonga · Turkmenistán · Tuvalu · Uzbekistán · Vanuatu · Vietnam · Yemen | Albania · Alemania · Andorra · Armenia · Austria · Azerbaiyán · Bélgica · Bielorrusia · Bosnia y Herzegovina · Bulgaria · Chipre · Croacia · Dinamarca · Escocia · Eslovaquia · Eslovenia · España () · Estonia · Islas Feroe · Finlandia · Francia · Gales · Georgia · Gibraltar · Grecia · Groenlandia · Hungría · Irlanda · Irlanda del Norte · Inglaterra · Islandia · Israel · Italia · Letonia · Liechtenstein · Lituania · Luxemburgo · Macedonia del Norte · Malta · Moldavia · Mónaco · Montenegro · Noruega · Países Bajos · Polonia · Portugal · República Checa · Rumania · Rusia · San Marino · Serbia · Suecia · Suiza · Turquía · Ucrania | Anguila · Antigua y Barbuda · Antillas Neerlandesas · Aruba · Bahamas · Barbados · Belice · Bermudas · Islas Caimán · Canadá · Costa Rica · Cuba · Dominica · El Salvador ( enlace roto disponible en Internet Archive; véase el historial, la primera versión y la última).) · Estados Unidos () · Granada · Guadalupe · Guatemala · Haití · Honduras · Islas Vírgenes de los Estados Unidos · Islas Vírgenes Británicas · Jamaica · Martinica · México ( Archivado el 20 de diciembre de 2007 en Wayback Machine.) · Montserrat · Nicaragua · Panamá · Puerto Rico () · República Dominicana · San Cristóbal y Nieves · San Vicente y las Granadinas · Santa Lucía · Surinam · Trinidad y Tobago | Argentina () · Bolivia () · Brasil () · Chile () · Colombia () · Ecuador () · Guyana · Guayana Francesa · Paraguay · Perú () · Uruguay () · Venezuela () · |

## Campeonatos organizados

### Voleibol

#### Nacionales
| Campeonato                   | Campeonato    | Categorías |
| ---------------------------- | ------------- | --- |
| Campeonato Mundial           | Masculino     | Campeonato Mundial de Voleibol Masculino Campeonato Mundial de Voleibol Masculino Sub-23 Campeonato Mundial de Voleibol Masculino Sub-21 Campeonato Mundial de Voleibol Masculino Sub-19 |
| Campeonato Mundial           | Femenino      | Campeonato Mundial de Voleibol Femenino Campeonato Mundial de Voleibol Femenino Sub-21 Campeonato Mundial de Voleibol Femenino Sub-19 Campeonato Mundial de Voleibol Femenino Sub-17     |
| Juegos Olímpicos             | Masculino     | Voley Masculino Olímpico |
| Juegos Olímpicos             | Femenino      | Voley Femenino Olímpico |
| Copa Mundial                 | Masculino     | Copa Mundial de Voleibol Masculino |
| Copa Mundial                 | Femenino      | Copa Mundial de Voleibol Femenino |
| Grand Champions Cup          | Masculino     | Grand Champions Cup de voleibol masculino |
| Grand Champions Cup          | Femenino      | Grand Champions Cup de voleibol femenino |
| Liga de Naciones de Voleibol | Masculino     | Liga de Naciones de Voleibol Masculino |
| Liga de Naciones de Voleibol | Femenino      | Liga de Naciones de Voleibol Femenino |
| Confederación                | Confederación | Categorías |
| Africa (CAVB)                | Masculino     | Campeonato Africano de Voleibol Masculino Campeonato Africano de Voleibol Juvenil Masculino                                                                                              |
| Africa (CAVB)                | Femenino      | Campeonato Africano de Voleibol Femenino Campeonato Africano de Voleibol Femenino Sub-20 Campeonato Africano de Voleibol Femenino Sub-18                                                 |
| Asia & Oceania (AVC)         | Masculino     | Campeonato Asiático de Voleibol Masculino |
| Asia & Oceania (AVC)         | Femenino      | Campeonato Asiático de Voleibol Femenino Campeonato Asiático de Voleibol Femenino Sub-23 Campeonato Asiático de Voleibol Femenino Sub-19 Campeonato Asiático de Voleibol Femenino Sub-17 |
| Europa (CEV)                 | Masculino     | Campeonato Europeo de Voleibol Masculino Campeonato Europeo de Voleibol Masculino Sub-22 Campeonato Europeo de Voleibol Masculino Sub-20 Campeonato Europeo de Voleibol Masculino Sub-18 |
| Europa (CEV)                 | Femenino      | Campeonato Europeo de Voleibol Femenino Campeonato Europeo de Voleibol Femenino Sub-22 Campeonato Europeo de Voleibol Femenino Sub-20 Campeonato Europeo de Voleibol Femenino Sub-18     |
| Norteamérica (NORCECA)       | Masculino     | Campeonato NORCECA de Voleibol Masculino |
| Norteamérica (NORCECA)       | Femenino      | Campeonato NORCECA de Voleibol Femenino |
| Sudamérica (CSV)             | Masculino     | Campeonato Sudamericano de Voleibol Masculino |
| Sudamérica (CSV)             | Femenino      | Campeonato Sudamericano de Voleibol Femenino Campeonato Sudamericano de Voleibol Femenino Sub-16 Campeonato Sudamericano de Voleibol Femenino Sub-18                                     |

#### Clubes
| Torneo FIVB                                           | Masculino                          | Femenino                           |
| ----------------------------------------------------- | ---------------------------------- | ---------------------------------- |
| Campeonato Mundial de Clubes                          | Sir Safety Perugia (2023)          | Eczacıbaşı Dynavit Istanbul (2023) |
| Campeonato Africano de Clubes                         | Mouloudia Sport de Bousalem (2023) | Commercial Bank (2022)             |
| Campeonato Asiático de Clubes de Voleibol (F) (M)     | Suntory Sunbirds (2023)            | Sport Center 1 (2023)              |
| Liga de Campeones Europea (F) (M)                     | Trentino Volley (2024)             | Imoco Volley (2024)                |
| Campeonato Sudamericano de Clubes de Voleibol (F) (M) | Sada Cruzeiro (2023)               | Gerdau (2024)                      |

### Voleibol de playa

#### Torneos intercontinentales
|           | Torneos                                                                                            |
| --------- | -------------------------------------------------------------------------------------------------- |
| Masculino | Juegos Olímpicos Campeonato Mundial de Vóley Playa Masculino Circuito Mundial de Voleibol de Playa |
| Femenino  | Juegos Olímpicos Campeonato Mundial de Vóley Playa Femenino Circuito Mundial de Voleibol de Playa  |

#### Torneos juveniles
|           | Torneos |
| --------- | --- |
| Masculino | * Juegos Olímpicos de la Juventud * Campeonato Mundial de Voleibol de Playa Sub-21 * Campeonato Mundial de Voleibol de Playa Sub-19 * Campeonato Mundial de Voleibol de Playa Sub-17 (inactivo)                                                             |
| Femenino  | * Juegos Olímpicos de la Juventud * Campeonato Mundial de Voleibol de Playa Sub-23 (inactivo) * Campeonato Mundial de Voleibol de Playa Sub-21 * Campeonato Mundial de Voleibol de Playa Sub-19 * Campeonato Mundial de Voleibol de Playa Sub-17 (inactivo) |